# Paragonospora typica
Paragonospora typica is een soort uit de familie Urosporidae van de Myzozoa, een stam van microscopische parasitaire dieren. De wetenschappelijke naam van de soort werd in 1954 gepubliceerd door Karl Georg Herman Lang.